# Сакроилиит

Крестцово-подвздошный сустав (выделен овалом)

Сакроилии́т (лат.  [os] sacrum крестец + лат.  [os] ilium подвздошная кость + др.-греч.  -itis воспаление; часто встречающееся лингвистически некорректное название ввиду неправильного перевода — сакроилеит) — воспаление крестцово-подвздошного сустава. Воспалительный процесс может распространяться на синовиальную оболочку (синовит), затрагивать суставные поверхности (остеоартирит) или весь сустав (панартрит). Различают асептический (инфекционно-аллергический), специфический (например, при туберкулёзе) и неспецифический (гнойный) сакроилиит.

## Симптомы
Острый гнойный сакроилиит начинается с повышения температуры тела, озноба. Быстро развивается тяжёлая интоксикация, в крови обнаруживается лейкоцитоз, увеличение СОЭ. Местно отмечаются резкие боли в области крестцово-подвздошного сустава, усиливающиеся при пальпации, надавливании на крылья подвздошных костей и переразгибании нижней конечности. Больной принимает вынужденное положение с согнутыми ногами. Рентгенологически при гнойном воспалении крестцово-подвздошного сустава, затрагивающем только синовиальную оболочку, отмечается расширение суставной щели и умеренный остеопороз суставных отделов крестца и подвздошной кости.
При подостром течении гнойного сакроилиита начало заболевания стертое. Отмечаются субфебрильная температура тела, нерезкое увеличение СОЭ, умеренная локальная болезненность в области крестцово-подвздошного сустава.

## Причины
Причиной развития сакроилиита может стать травма, длительная перегрузка сустава (например, при беременности, ношении тяжестей, сидячей работе), врождённые пороки развития (подвывих тазобедренного сустава), опухолевые процессы, обменные нарушения, а также различные инфекции, как неспецифические, так и специфические (сифилис, туберкулёз, бруцеллёз). Кроме того, сакроилиит может наблюдаться при целом ряде аутоиммунных заболеваний.

## Лечение
Больные с гнойным сакроилиитом нуждаются в госпитализации. Лечение направлено на устранение гнойного воспаления и повышение резистентности организма. При хронических формах показано хирургическое лечение.